# Шортенс
Шортенс (њем. Schortens) град је у њемачкој савезној држави Доња Саксонија. Једно је од 7 општинских средишта округа Фрисланд. Према процјени из 2010. у граду је живјело 21.047 становника. Посједује регионалну шифру (AGS) 3455015, NUTS (DE94A) и LOCODE (DE SCS) код.

## Географски и демографски подаци
Шортенс се налази у савезној држави Доња Саксонија у округу Фрисланд. Град се налази на надморској висини од 6 метара. Површина општине износи 68,7 km². У самом граду је, према процјени из 2010. године, живјело 21.047 становника. Просјечна густина становништва износи 306 становника/km².

## Међународна сарадња
| Мјесто   | Држава   | Врста сарадње | Од    |
| -------- | -------- | ------------- | ----- |
| Пјешице  | Пољска   | партнерство   | 2004. |
| Нађбајом | Мађарска | партнерство   | 1993. |
| Извор    |          |               |       |